# Diecezja Kalemie-Kirungu
Diecezja Kalemie-Kirungu – diecezja rzymskokatolicka  w Demokratycznej Republice Konga. Powstała w 1922 jako wikariat  apostolski  Górnego Kongo, od 1934 pod nazwą wikariat Baudouinville  .Diecezja  od 1959, pod obecną nazwą od 1972.

## Biskupi diecezjalni
- Biskupi Kalemie–Kirungu 
  - bp Christophe Amade (od 2015)
  - Bp Dominique Kimpinde Amando (1989-2010)
  - Bp André Ilunga Kaseba (1979 – 1988)
  - Bp Ioseph Mulolwa (1972 – 1978)
- Biskupi  Baudouinville 
  - Bp Ioseph Mulolwa (1966– 1972)
  - Bp Urbain Etienne Morlion, M. Afr. (1959 – 1966)
- Wikariusze apostolscy Baudouinville 
  - Bp Urbain Etienne Morlion, M. Afr. (1941– 1959)
  - Bp Vittore Roelens, M. Afr. (1939 – 1941)
- Wikariusze apostolscy Górnego Kongo
  - Bp Vittore Roelens, M. Afr. (1895 – 1939)